# Maierbräu

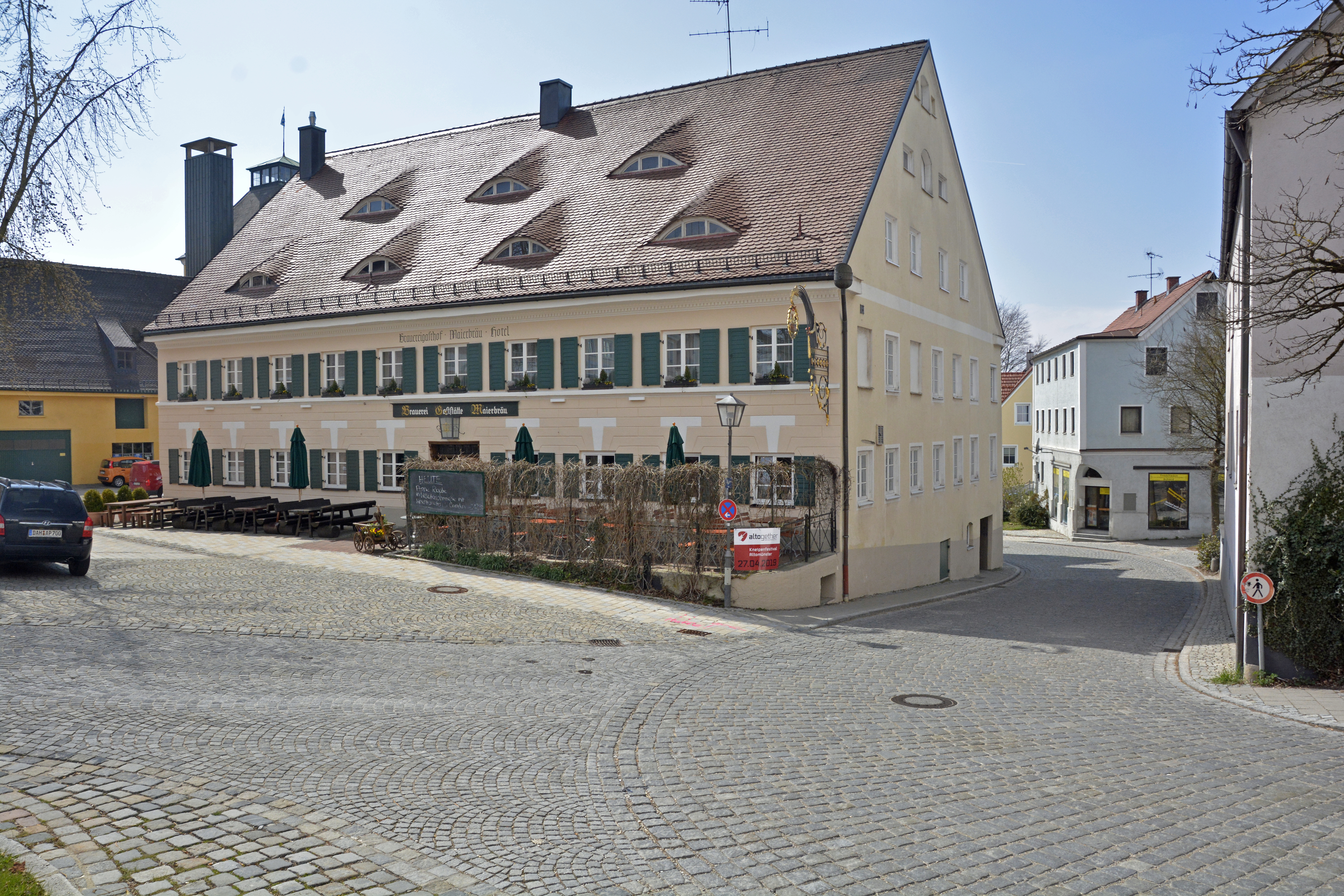
Brauereigasthof und Hotel Maierbräu in Altomünster, Marktplatz 2 (2019)

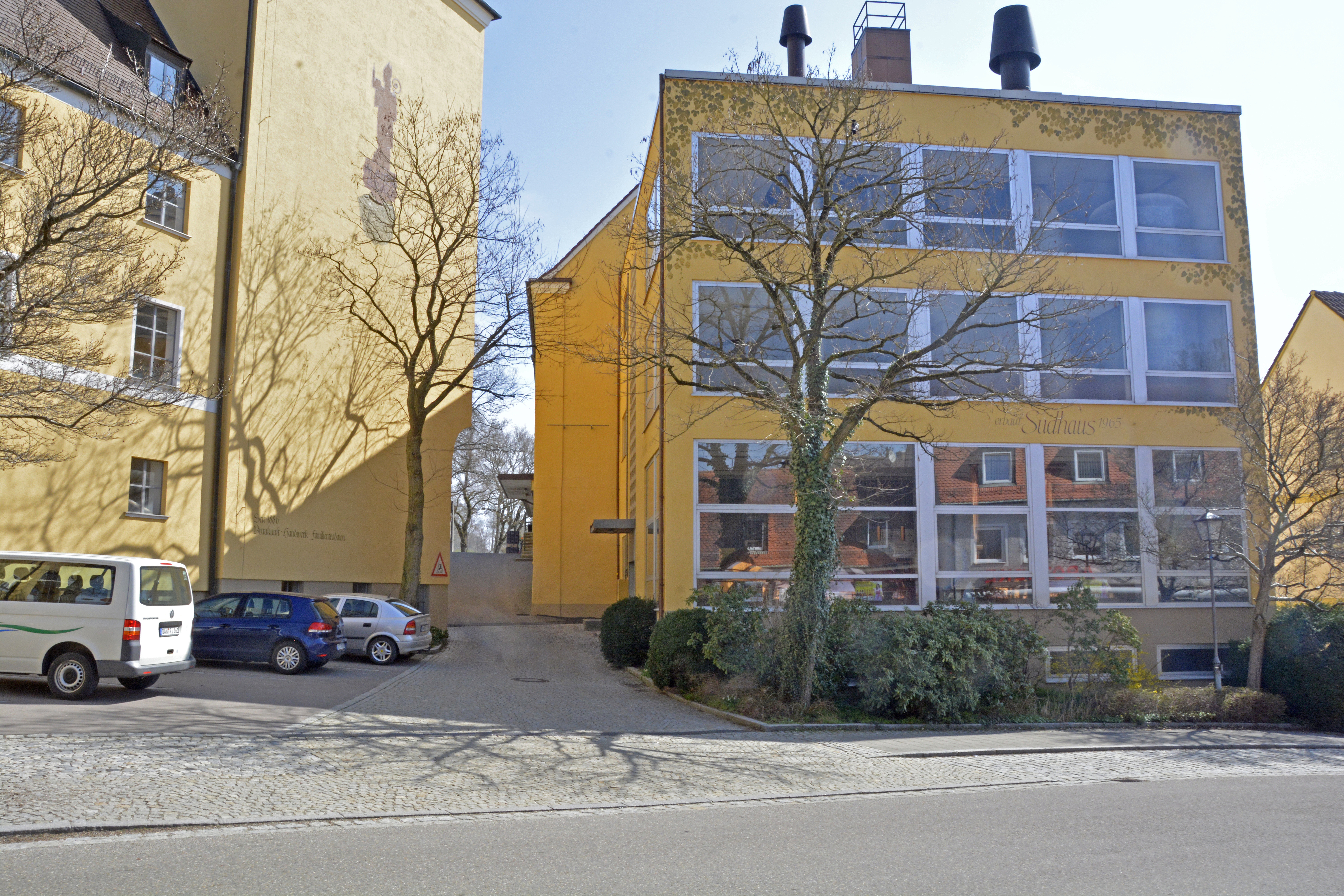
Sudhaus Maierbräu in Altomünster (2019)

Der Brauereigasthof Maierbräu ist ein Gasthaus mit Brauerei im oberbayerischen Markt Altomünster.

## Beschreibung
Das Gebäude ist ein zweigeschossiger Traufseitbau mit Satteldach und Putzgliederung, errichtet 1838; mit Ausstattung, bezeichnet „1931“, und steht unter Denkmalschutz. (Aktennummer D-1-74-111-2)

Das Gebäude gehört zur gleichnamigen Brauerei. Der Gasthof steht an der westlichen Seite des Marktplatzes von Altomünster und bildet mit seiner Traufseite den Abschluss des Platzes.

Im Obergeschoss liegen die Gästezimmer, im Erdgeschoss die Gasträume, die Küche und die Nebenräume. Rechter Hand des Einganges befindet sich das Bräustüberl. Es wurde im Jahr 1931 vom Künstler L. Scheidner aus Emmering gestaltet. Er brachte eine Vertäfelung aus Laubholz an den Wänden an, die mit der Oberkante der Fenster abschließt. Die verbleibende Wand zwischen Vertäfelung und Decke wurde durch den Kunstmaler Karl Sonner aus Olching als Jahreslauf des bäuerlichen Lebens auf dem Land gestaltet. Die Tische, Bänke und Stühle stammen aus den 1930er Jahren. Auf der Giebelseite des Gebäudes folgt ein Nebenraum, der durch eine gleich wie die Vertäfelung gestaltete Kassettentrennwand vom Bräustüberl abgetrennt werden kann. Auf der Kassettentrennwand ist die Wandbemalung weitergeführt.

## Geschichte
Ursprünglich gab es in Altomünster drei Brauereien. Die Klosterbrauerei erhielt 1496 von Georg dem Reichen die Braugerechtigkeit. Der Braumeister des Klosters Altomünster, Michael Müller aus Altomünster, kaufte später die Brauerei, die bis weit ins 19. Jahrhundert als „Müller-Brauerei“ bekannt war. 1886 erwarb der Gastwirt Franz Xaver Maier aus Alberzell (Gerolsbach) den heutigen „Maierbräu“ mit Brauereigasthof und Landwirtschaft. Heute führt Christoph Maier die Brauerei in der fünften Generation weiter.